# Airy (cràter marcià)

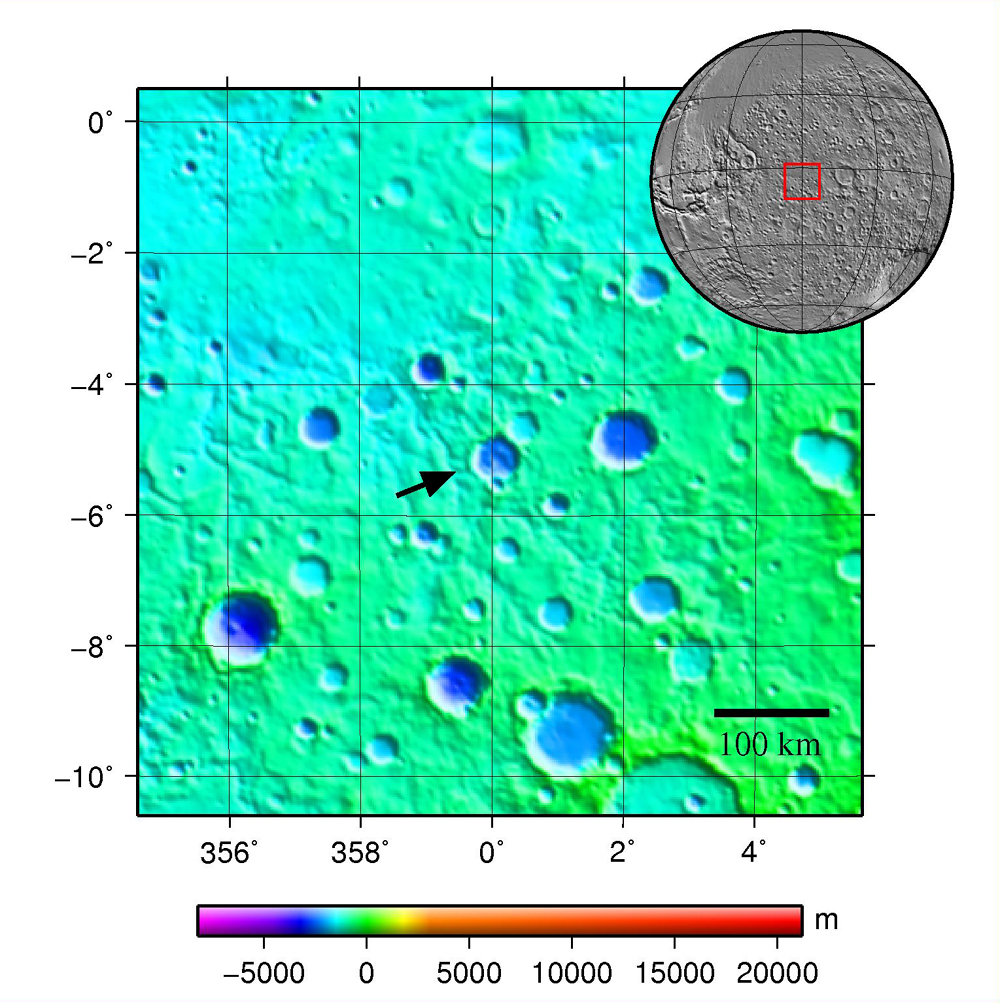
Cràter Airy de Mart.

Airy, que va ser batejat així en honor de l'astrònom britànic Sir George Biddell Airy (1801-1892), és un cràter d'impacte localitzat a la superfície del planeta Mart. Airy mesura aproximadament 40 quilòmetres de diàmetre i s'hi troba centrat a les coordenades 5° 8′ 24″ S, 0° 3′ 0″ E, a la regió coneguda com Meridiani Planum. Un altre cràter, molt més petit, Airy-0, que defineix el meridià zero de Mart, i que s'hi troba inscrit dins del cràter Airy.